# Ландшафтно-экологическая классификация земель
Данная классификация является основным инструментом, интегрирующим информацию по агроэкологической оценке земель, которая формируется на основе материалов почвенно-ландшафтного картографирования. Как следует из названия, классификация имеет два аспекта — ландшафтный и экологический, тесно связанные между собой. Первый касается размещения сельскохозяйственных культур и технологий их возделывания в соответствии с агроэкологическими условиями, второй — организации территории (противоэрозионной, мелиоративной и др.), предотвращения деградации почв, устранения её очагов с учётом почвенно-ландшафтных связей, определяющих энергомассоперенос и, соответственно, процессы эрозии, заболачивания, засоления, миграции химических веществ, в том числе загрязнителей.
В ландшафтно-экологической классификации земель природные компоненты группируются по условиям формирования адаптивно-ландшафтных систем земледелия. При этом иерархия формирования агрокомплексов, систем земледелия, их звеньев и элементов сопряжена с иерархией природных систем и составляющих их характеристик климатических, геоморфологических, литологических, гидрогеологических и почвенных условий. Каждая из этих характеристик рассматривается на различных уровнях от макроклиматических условий до микроклимата элементов ландшафта, от макрорельефа до микрорельефа и т. д. Классификация интегрирует материалы природно-сельскохозяйственного районирования, включая агроклиматическое, почвенно-географическое и др., а также классификации природных факторов.
В ландшафтно-экологической классификации земель природные компоненты группируются по условиям формирования адаптивно-ландшафтных систем земледелия. При этом иерархия формирования агрокомплексов, систем земледелия, их звеньев и элементов сопряжена с иерархией природных систем и составляющих их характеристик климатических, геоморфологических, литологических, гидрогеологических и почвенных условий. Каждая из этих характеристик рассматривается на различных уровнях от макроклиматических условий до микроклимата элементов ландшафта, от макрорельефа до микрорельефа и т. д. Классификация интегрирует материалы природно-сельскохозяйственного районирования, включая агроклиматическое, почвенно-географическое и др., а также классификации природных факторов.
Классификация включает природно-сельскохозяйственные зоны, провинции, агроэкологические группы земель, подгруппы, разряды, классы, подклассы, роды, подроды и виды земель. Она представляет собой продолженное природно-сельскохозяйственное районирование. Одновременно природные зоны и провинции несут типологическую нагрузку в отношении агроклиматических условий. Применительно к каждой природно-сельскохозяйственной провинции разрабатывается классификация земель в представленной иерархии.
Природно-сельскохозяйственные зоны и подзоны. Содержание этих природных комплексов с их растительностью, почвами и другими компонентами определяется широтными климатическими поясами, которые различаются по влагообеспеченности и теплообеспеченности.
Природно-сельскохозяйственные провинции. Зональные (широтные) климатические пояса разделяются на провинции по континентальности климата. Степень континентальности вычисляется по формуле, предложенной Н. Н. Ивановым: К = А ∙ 100 / 0,33 ∙ φ,
где А — годовая амплитуда температуры из среднемесячных её величин, φ — широта местности.
Величина показателя К, равная 100, обозначает уравновешенное влияние континентов и океанов на климат. Величины менее 100 указывают на преобладание океанических, а более 100 % — континентальных влияний.
В пределах природно-сельскохозяйственных провинций выделяются агроэкологические группы земель, которые далее подразделяются в соответствии с ландшафтно-экологической классификацией земель на подгруппы, разряды, классы, подклассы, роды, подроды и виды земель. Разделение видов продолжается классификацией почв.

ЛАНДШАФТНО-ЭКОЛОГИЧЕСКАЯ КЛАССИФИКАЦИЯ ЗЕМЕЛЬ:
ПРИРОДНО-СЕЛЬСКОХОЗЯЙСТВЕННАЯ ЗОНА
(северо-таежная, среднетаежная, южно-таежная, лесостепная, степная, полупустынная)
ПРИРОДНО-СЕЛЬСКОХОЗЯЙСТВЕННАЯ ПРОВИНЦИЯ
(по континентальности климата и термическому режиму)
АГРОЭКОЛОГИЧЕСКАЯ ГРУППА
(плакорные, эрозионные, переувлажненные, солонцовые и др.)
АГРОЭКОЛОГИЧЕСКАЯ ПОДГРУППА
(по степени проявления лимитирующих факторов)
РАЗРЯДЫ I ПОРЯДКА
(местоположение по абсолютным высотам над уровнем моря)
РАЗРЯДЫ II ПОРЯДКА
(по морфогенетическим типам рельефа)
КЛАССЫ
(по генезису почвообразующих пород)
ПОДКЛАССЫ
(по гранулометрическому составу почвообразующих пород)
РОДЫ
(по мезоформам рельефа)
ПОДРОДЫ
(1 — по крутизне склонов, 2 — по экспозиции склонов)
ВИДЫ
(по элементарным почвенным структурам)
ПОДВИДЫ
(1 — по контрастности ЭПС, 2 — по сложности ЭПС)
ТИПЫ ПОЧВ
ПОДТИПЫ ПОЧВ
РОДЫ ПОЧВ
ВИДЫ ПОЧВ
РАЗНОВИДНОСТИ ПОЧВ